# جان وارویک
جان وارویک (انگلیسی: John Warwick؛ ‏۴ ژانویۀ ۱۹۰۵ – ۱۰ ژانویۀ ۱۹۷۲) بازیگر اهل استرالیا بود.

از فیلم‌ها یا مجموعه‌های تلویزیونی که وی در آن‌ها نقش داشته‌است، می‌توان به یک یانکی در آکسفورد، ۲۱ روز، تبهکاران لاوندر هیل، خیانت ملی، تنها شانس من، تهران، دردسر در فروشگاه و قانون و بی‌نظمی اشاره نمود.